# Liste des sénateurs des États-Unis pour le Kansas
Depuis son admission à l'Union, le 29 janvier 1861, l'État du Kansas élit deux sénateurs, membres du Sénat fédéral.
| Sénateur de classe 2 | Sénateur de classe 2                   | Sénateur de classe 2 | Congrès                               | Sénateur de classe 3 | Sénateur de classe 3            | Sénateur de classe 3 |
| -------------------- | -------------------------------------- | -------------------- | ------------------------------------- | -------------------- | ------------------------------- | -------------------- |
|                      | James Henry Lane (républicain)         |                      | 37e (1861-1863)                       |                      | Samuel C. Pomeroy (républicain) |                      |
| 38e (1863-1865)      | James Henry Lane (républicain)         |                      |                                       |                      | Samuel C. Pomeroy (républicain) |                      |
| 39e (1865-1866)      | James Henry Lane (républicain)         |                      |                                       |                      | Samuel C. Pomeroy (républicain) |                      |
|                      | Edmund G. Ross (républicain)           |                      | 39e (1866-1867)                       |                      | Samuel C. Pomeroy (républicain) |                      |
| 40e (1867-1869)      | Edmund G. Ross (républicain)           |                      |                                       |                      | Samuel C. Pomeroy (républicain) |                      |
| 41e (1869-1871)      | Edmund G. Ross (républicain)           |                      |                                       |                      | Samuel C. Pomeroy (républicain) |                      |
|                      | Alexander Caldwell (en) (républicain)  |                      | 42e (1871-1873)                       |                      | Samuel C. Pomeroy (républicain) |                      |
| 43e (1873)           | Alexander Caldwell (en) (républicain)  |                      | John James Ingalls (en) (républicain) |                      |                                 |                      |
|                      | Robert Crozier (en) (républicain)      |                      | John James Ingalls (en) (républicain) | 43e (1873-1874)      |                                 |                      |
|                      | James M. Harvey (en) (républicain)     |                      | John James Ingalls (en) (républicain) | 43e (1874-1875)      |                                 |                      |
| 44e (1875-1877)      | James M. Harvey (en) (républicain)     |                      | John James Ingalls (en) (républicain) |                      |                                 |                      |
|                      | Preston B. Plumb (en) (républicain)    |                      | John James Ingalls (en) (républicain) | 45e (1877-1879)      |                                 |                      |
| 46e (1879-1881)      | Preston B. Plumb (en) (républicain)    |                      | John James Ingalls (en) (républicain) |                      |                                 |                      |
| 47e (1881-1883)      | Preston B. Plumb (en) (républicain)    |                      | John James Ingalls (en) (républicain) |                      |                                 |                      |
| 48e (1883-1885)      | Preston B. Plumb (en) (républicain)    |                      | John James Ingalls (en) (républicain) |                      |                                 |                      |
| 49e (1885-1887)      | Preston B. Plumb (en) (républicain)    |                      | John James Ingalls (en) (républicain) |                      |                                 |                      |
| 50e (1887-1889)      | Preston B. Plumb (en) (républicain)    |                      | John James Ingalls (en) (républicain) |                      |                                 |                      |
| 51e (1889-1891)      | Preston B. Plumb (en) (républicain)    |                      | John James Ingalls (en) (républicain) |                      |                                 |                      |
| 52e (1891)           | Preston B. Plumb (en) (républicain)    |                      | William A. Peffer (en) (populiste)    |                      |                                 |                      |
|                      | Bishop W. Perkins (en) (républicain)   |                      | William A. Peffer (en) (populiste)    | 52e (1892-1893)      |                                 |                      |
|                      | John Martin (en) (démocrate)           |                      | William A. Peffer (en) (populiste)    | 53e (1893-1895)      |                                 |                      |
|                      | Lucien Baker (en) (républicain)        |                      | William A. Peffer (en) (populiste)    | 54e (1895-1897)      |                                 |                      |
| 55e (1897-1899)      | Lucien Baker (en) (républicain)        |                      | William A. Harris (en) (populiste)    |                      |                                 |                      |
| 56e (1899-1901)      | Lucien Baker (en) (républicain)        |                      | William A. Harris (en) (populiste)    |                      |                                 |                      |
|                      | Joseph R. Burton (en) (républicain)    |                      | William A. Harris (en) (populiste)    | 57e (1901-1903)      |                                 |                      |
| 58e (1903-1905)      | Joseph R. Burton (en) (républicain)    |                      | Chester I. Long (en) (républicain)    |                      |                                 |                      |
| 59e (1905-1906)      | Joseph R. Burton (en) (républicain)    |                      | Chester I. Long (en) (républicain)    |                      |                                 |                      |
|                      | Alfred W. Benson (en) (républicain)    |                      | Chester I. Long (en) (républicain)    | 59e (1906-1907)      |                                 |                      |
|                      | Charles Curtis (républicain)           |                      | Chester I. Long (en) (républicain)    | 59e (1907)           |                                 |                      |
| 60e (1907-1909)      | Charles Curtis (républicain)           |                      | Chester I. Long (en) (républicain)    |                      |                                 |                      |
| 61e (1909-1911)      | Charles Curtis (républicain)           |                      | Joseph L. Bristow (en) (républicain)  |                      |                                 |                      |
| 62e (1911-1913)      | Charles Curtis (républicain)           |                      | Joseph L. Bristow (en) (républicain)  |                      |                                 |                      |
|                      | William H. Thompson (en) (démocrate)   |                      | Joseph L. Bristow (en) (républicain)  | 63e (1913-1915)      |                                 |                      |
| 64e (1915-1917)      | William H. Thompson (en) (démocrate)   |                      | Charles Curtis (républicain)          |                      |                                 |                      |
| 65e (1917-1919)      | William H. Thompson (en) (démocrate)   |                      | Charles Curtis (républicain)          |                      |                                 |                      |
|                      | Arthur Capper (en) (républicain)       |                      | Charles Curtis (républicain)          | 66e (1919-1921)      |                                 |                      |
| 67e (1921-1923)      | Arthur Capper (en) (républicain)       |                      | Charles Curtis (républicain)          |                      |                                 |                      |
| 68e (1923-1925)      | Arthur Capper (en) (républicain)       |                      | Charles Curtis (républicain)          |                      |                                 |                      |
| 69e (1925-1927)      | Arthur Capper (en) (républicain)       |                      | Charles Curtis (républicain)          |                      |                                 |                      |
| 70e (1927-1929)      | Arthur Capper (en) (républicain)       |                      | Charles Curtis (républicain)          |                      |                                 |                      |
| 71e (1929-1930)      | Arthur Capper (en) (républicain)       |                      | Henry Justin Allen (en) (républicain) |                      |                                 |                      |
| 71e (1930-1931)      | Arthur Capper (en) (républicain)       |                      | George McGill (en) (démocrate)        |                      |                                 |                      |
| 72e (1931-1933)      | Arthur Capper (en) (républicain)       |                      | George McGill (en) (démocrate)        |                      |                                 |                      |
| 73e (1933-1935)      | Arthur Capper (en) (républicain)       |                      | George McGill (en) (démocrate)        |                      |                                 |                      |
| 74e (1935-1937)      | Arthur Capper (en) (républicain)       |                      | George McGill (en) (démocrate)        |                      |                                 |                      |
| 75e (1937-1939)      | Arthur Capper (en) (républicain)       |                      | George McGill (en) (démocrate)        |                      |                                 |                      |
| 76e (1939-1941)      | Arthur Capper (en) (républicain)       |                      | Clyde M. Reed (en) (républicain)      |                      |                                 |                      |
| 77e (1941-1943)      | Arthur Capper (en) (républicain)       |                      | Clyde M. Reed (en) (républicain)      |                      |                                 |                      |
| 78e (1943-1945)      | Arthur Capper (en) (républicain)       |                      | Clyde M. Reed (en) (républicain)      |                      |                                 |                      |
| 79e (1945-1947)      | Arthur Capper (en) (républicain)       |                      | Clyde M. Reed (en) (républicain)      |                      |                                 |                      |
| 80e (1947-1949)      | Arthur Capper (en) (républicain)       |                      | Clyde M. Reed (en) (républicain)      |                      |                                 |                      |
|                      | Andrew F. Schoeppel (en) (républicain) |                      | Clyde M. Reed (en) (républicain)      | 81e (1949)           |                                 |                      |
| 81e (1949-1950)      | Andrew F. Schoeppel (en) (républicain) |                      | Harry Darby (en) (républicain)        |                      |                                 |                      |
| 81e (1950-1951)      | Andrew F. Schoeppel (en) (républicain) |                      | Frank Carlson (en) (républicain)      |                      |                                 |                      |
| 82e (1951-1953)      | Andrew F. Schoeppel (en) (républicain) |                      | Frank Carlson (en) (républicain)      |                      |                                 |                      |
| 83e (1953-1955)      | Andrew F. Schoeppel (en) (républicain) |                      | Frank Carlson (en) (républicain)      |                      |                                 |                      |
| 84e (1955-1957)      | Andrew F. Schoeppel (en) (républicain) |                      | Frank Carlson (en) (républicain)      |                      |                                 |                      |
| 85e (1957-1959)      | Andrew F. Schoeppel (en) (républicain) |                      | Frank Carlson (en) (républicain)      |                      |                                 |                      |
| 86e (1959-1961)      | Andrew F. Schoeppel (en) (républicain) |                      | Frank Carlson (en) (républicain)      |                      |                                 |                      |
| 87e (1961-1962)      | Andrew F. Schoeppel (en) (républicain) |                      | Frank Carlson (en) (républicain)      |                      |                                 |                      |
|                      | James B. Pearson (en) (républicain)    |                      | Frank Carlson (en) (républicain)      | 87e (1962-1963)      |                                 |                      |
| 88e (1963-1965)      | James B. Pearson (en) (républicain)    |                      | Bob Dole (républicain)                |                      |                                 |                      |
| 89e (1965-1967)      | James B. Pearson (en) (républicain)    |                      | Bob Dole (républicain)                |                      |                                 |                      |
| 90e (1967-1969)      | James B. Pearson (en) (républicain)    |                      | Bob Dole (républicain)                |                      |                                 |                      |
| 91e (1969-1971)      | James B. Pearson (en) (républicain)    |                      | Bob Dole (républicain)                |                      |                                 |                      |
| 92e (1971-1973)      | James B. Pearson (en) (républicain)    |                      | Bob Dole (républicain)                |                      |                                 |                      |
| 93e (1973-1975)      | James B. Pearson (en) (républicain)    |                      | Bob Dole (républicain)                |                      |                                 |                      |
| 94e (1975-1977)      | James B. Pearson (en) (républicain)    |                      | Bob Dole (républicain)                |                      |                                 |                      |
| 95e (1977-1978)      | James B. Pearson (en) (républicain)    |                      | Bob Dole (républicain)                |                      |                                 |                      |
|                      | Nancy Kassebaum (républicain)          |                      | Bob Dole (républicain)                | 95e (1978-1979)      |                                 |                      |
| 96e (1979-1981)      | Nancy Kassebaum (républicain)          |                      | Bob Dole (républicain)                |                      |                                 |                      |
| 97e (1981-1983)      | Nancy Kassebaum (républicain)          |                      | Bob Dole (républicain)                |                      |                                 |                      |
| 98e (1983-1985)      | Nancy Kassebaum (républicain)          |                      | Bob Dole (républicain)                |                      |                                 |                      |
| 99e (1985-1987)      | Nancy Kassebaum (républicain)          |                      | Bob Dole (républicain)                |                      |                                 |                      |
| 100e (1987-1989)     | Nancy Kassebaum (républicain)          |                      | Bob Dole (républicain)                |                      |                                 |                      |
| 101e (1989-1991)     | Nancy Kassebaum (républicain)          |                      | Bob Dole (républicain)                |                      |                                 |                      |
| 102e (1991-1993)     | Nancy Kassebaum (républicain)          |                      | Bob Dole (républicain)                |                      |                                 |                      |
| 103e (1993-1995)     | Nancy Kassebaum (républicain)          |                      | Bob Dole (républicain)                |                      |                                 |                      |
| 104e (1995-1996)     | Nancy Kassebaum (républicain)          |                      | Bob Dole (républicain)                |                      |                                 |                      |
| 104e (1996)          | Nancy Kassebaum (républicain)          |                      | Sheila Frahm (républicain)            |                      |                                 |                      |
| 104e (1996-1997)     | Nancy Kassebaum (républicain)          |                      | Sam Brownback (républicain)           |                      |                                 |                      |
|                      | Pat Roberts (républicain)              |                      | Sam Brownback (républicain)           | 105e (1997-1999)     |                                 |                      |
| 106e (1999-2001)     | Pat Roberts (républicain)              |                      | Sam Brownback (républicain)           |                      |                                 |                      |
| 107e (2001-2003)     | Pat Roberts (républicain)              |                      | Sam Brownback (républicain)           |                      |                                 |                      |
| 108e (2003-2005)     | Pat Roberts (républicain)              |                      | Sam Brownback (républicain)           |                      |                                 |                      |
| 109e (2005-2007)     | Pat Roberts (républicain)              |                      | Sam Brownback (républicain)           |                      |                                 |                      |
| 110e (2007-2009)     | Pat Roberts (républicain)              |                      | Sam Brownback (républicain)           |                      |                                 |                      |
| 111e (2009-2011)     | Pat Roberts (républicain)              |                      | Sam Brownback (républicain)           |                      |                                 |                      |
| 112e (2011-2013)     | Pat Roberts (républicain)              |                      | Jerry Moran (républicain)             |                      |                                 |                      |
| 113e (2013-2015)     | Pat Roberts (républicain)              |                      | Jerry Moran (républicain)             |                      |                                 |                      |
| 114e (2015-2017)     | Pat Roberts (républicain)              |                      | Jerry Moran (républicain)             |                      |                                 |                      |
| 115e (2017-2019)     | Pat Roberts (républicain)              |                      | Jerry Moran (républicain)             |                      |                                 |                      |
| 116e (2019-2021)     | Pat Roberts (républicain)              |                      | Jerry Moran (républicain)             |                      |                                 |                      |
|                      | Roger Marshall (républicain)           |                      | Jerry Moran (républicain)             | 117e (2021-2023)     |                                 |                      |
| 118e (2023-2025)     | Roger Marshall (républicain)           |                      | Jerry Moran (républicain)             |                      |                                 |                      |
| 119e (2025-2027)     | Roger Marshall (républicain)           |                      | Jerry Moran (républicain)             |                      |                                 |                      |